# Akaruhime

Akaruhime, Akaruhime no kami (あかるひめ, 阿加流比売神, 比売語曽), más néven Himekoszo no kami, Himekoszo no jasiro no kami, Sitateruhime (Hepburn-átírással: Akaruhime, Akaruhime no kami, Himekoso no kami, Himekoso no yashiro no kami, Shitateruhime), sintó istennő, a „klasszikus istenek” egyike (akik szerepelnek a két őskrónikában, a Kodzsikiban és a Nihon sokiban), Amenohiboko felesége. A Kodzsiki szerint egy alacsony rangú nőt a koreai Silla királyságban megtermékenyített a napsugár, és a nő egy fényes gömböt avagy drágakövet szült. A gömb a sillai királyfi, Amenohiboko kezébe került, ahol azonmód szép fiatal nővé változott. Feleségül is vette, ám egyszer a nő, Akaruhime, a „fénylő hercegnő” megharagudott a férjére, amiért az szapulta a főzőtudományát, és hazatért Japánba, Nanivába, a mai Oszakába. A Kodzsiki szerint attól fogva az ottani Himekoszo-szentélyben lakozott, amelyet más források Sitateruhime no jasirónak (Sitateruhime szentélyének) neveznek, így könnyen lehet, hogy Akaruhime és Sitateruhime istennőt valaha egy személynek tekintették.